# Pachastrella incrustata
Pachastrella incrustata är en svampdjursart som beskrevs av Patricia R. Bergquist 1968. Pachastrella incrustata ingår i släktet Pachastrella och familjen Pachastrellidae.
Artens utbredningsområde är havet kring Nya Zeeland. Inga underarter finns listade i Catalogue of Life.